# UCI Africa Tour 2008-2009
El UCI Africa Tour 2008-2009 fue la quinta edición del calendario ciclístico internacional de África. El calendario se redujo 15 carreras respecto a la edición anterior, siendo sólo una de categoría .1, la Tropicale Amissa Bongo. El Giro del Capo que se disputaba en formato de carrera por etapas, en esta edición se disputaron 4 carreras independientes llamadas Giro del Capo Challenge. También fueron parte del calendario las carreras en ruta y contrarreloj del Campeonato Africano de Ciclismo. Se inició el 2 de octubre de 2008 en Camerún, con el Gran Premio de Chantal Biya y finalizó el 19 de abril de 2009 en Marruecos con la Vuelta a Marruecos.
El ganador de la clasificación individual fue el namibio Dan Craven, por equipos triunfó el Barloworld, mientras Sudáfrica logró por quinto año consecutivo el triunfo por países y por tercer año en países sub-23.

## Calendario
Contó con las siguientes pruebas, tanto por etapas como de un día.

### Octubre 2008
| Fecha    | Carrera                                   | Cat. | Ganador          | Equipo del ganador   |
| -------- | ----------------------------------------- | ---- | ---------------- | -------------------- |
| 2 al 5   | Gran Premio de Chantal Biya               | 2.2  | Thomas Rostollan | AVC Aix-en-Provence  |
| 11 al 18 | Tour de Senegal                           | 2.2  | Joeri Calleeuw   | Martin Pro Race      |
| 19       | Pick n Pay Amashovashova National Classic | 1.2  | Malcolm Lange    | MTN                  |
| 24 al 2  | Tour de Faso                              | 2.2  | Guy Smet         | Selección de Bélgica |

### Noviembre 2008
| Fecha | Carrera                          | Cat. | Ganador            | Equipo del ganador     |
| ----- | -------------------------------- | ---- | ------------------ | ---------------------- |
| 7     | Campeonato Africano Contrarreloj | CC   | Jay Robert Thomson | Selección de Sudáfrica |
| 9     | Campeonato Africano en Ruta      | CC   | Dan Craven         | Selección de Namibia   |

### Enero 2009
| Fecha    | Carrera                | Cat. | Ganador            | Equipo del ganador |
| -------- | ---------------------- | ---- | ------------------ | ------------------ |
| 13 al 18 | Tropicale Amissa Bongo | 2.1  | Matthieu Ladagnous | FDJ                |

### Febrero 2009
| Fecha    | Carrera                        | Cat. | Ganador            | Equipo del ganador |
| -------- | ------------------------------ | ---- | ------------------ | ------------------ |
| 10 al 15 | Tour de Egipto                 | 2.2  | Christoph Springer | Heraklion-Nessebar |
| 17       | Gran Premio de Sharm el-Sheikh | 1.2  | Ivaïlo Gabrovski   | Heraklion-Nessebar |
| 17 al 28 | Tour de Camerún                | 2.2  | David Clarke       | Nordland-Hambourg  |

### Marzo 2009
| Fecha | Carrera                   | Cat. | Ganador        | Equipo del ganador |
| ----- | ------------------------- | ---- | -------------- | ------------------ |
| 4     | Giro del Capo Challenge 1 | 1.2  | Robert Hunter  | Barloworld         |
| 5     | Giro del Capo Challenge 2 | 1.2  | Chris Froome   | Barloworld         |
| 6     | Giro del Capo Challenge 3 | 1.2  | Steve Cummings | Barloworld         |
| 8     | Giro del Capo Challenge 4 | 1.2  | Arran Brown    | Medscheme          |

### Abril 2009
| Fecha    | Carrera            | Cat. | Ganador             | Equipo del ganador |
| -------- | ------------------ | ---- | ------------------- | ------------------ |
| 10 al 19 | Vuelta a Marruecos | 2.2  | Alexandr Dymovskikh | Brisaspor          |

## Clasificaciones

### Individual
| Posición | Ciclista            | Puntos |
| -------- | ------------------- | ------ |
| 1        | Dan Craven          | 123    |
| 2        | Jamie Ball          | 123    |
| 3        | Guy Smet            | 92     |
| 4        | Jay Robert Thomson  | 89     |
| 5        | Filipe Cardoso      | 87     |
| 6        | Sadrak Teguimaha    | 79     |
| 7        | Daryl Impey         | 78     |
| 8        | Joeri Calleeuw      | 77     |
| 9        | Alexandr Dymovskikh | 76     |
| 10       | Hassan Zahboune     | 75     |

### Equipos
| Posición | Equipo          | Puntos |
| -------- | --------------- | ------ |
| 1        | Barloworld      | 261    |
| 1        | Team MTN        | 195    |
| 3        | Rapha-Condor    | 144    |
| 4        | Liberty Seguros | 133    |
| 5        | House of Paint  | 129    |

### Países
| Posición | País         | Puntos  |
| -------- | ------------ | ------- |
| 1        | Sudáfrica    | 1.050,5 |
| 2        | Túnez        | 453,98  |
| 3        | Argelia      | 309     |
| 4        | Camerún      | 228     |
| 5        | Burkina Faso | 141     |

### Países sub-23
| Posición | País      | Puntos |
| -------- | --------- | ------ |
| 1        | Sudáfrica | 179    |
| 2        | Eritrea   | 46     |
| 3        | Libia     | 34     |
| 4        | Egipto    | 28     |
| 5        | Argelia   | 25     |